# Шатуновський Ілля Миронович
Ілля́ Миро́нович Шатуно́вський (20 листопада 1923, Бухара, Узбекистан—5 серпня 2009) — російський журналіст, письменник. Один із найвідоміших радянських фейлетоністів. Заслужений працівник культури РРФСР.

## Біографія
Учасник Великої Вітчизняної війни. Здійснив 101 бойовий виліт на літаку-штурмовику ІЛ-2. 1943 року на Курській дузі перед бойовим вильотом написав заяву про вступ до ВКП(б).
1950 року закінчив Московський університет.
Фейлетони та гумористичні оповідання Шатуновського близько 40 років друкувалися в газетах «Правда», «Комсомольская правда», в журналах «Огонёк», «Крокодил», виходили окремими збірками в Бібліотеці «Крокодила», Бібліотеці «Огонька».
1968 року Шатуновського прийняли до Спілки письменників СРСР. Того ж року його роботу відзначили премією Спілки журналістів СРСР.
1983 року Шатуновський став лауреатом премії імені Ільфа та Петрова. Він також лауреат міжнародної премії Ярослава Гашека.
Шатуновського нагороджено орденом Трудового Червоного Прапора, орденом Червоної Зірки, орденом Знак Пошани, медалями.

## Книги
- Шатуновский И. М. Культура труда журналиста. — М.: ЦДЖ, 1960.
- Шатуновский И. М., Стрельников Б. Г. Америка справа и слева. — М.: Правда, 1961.
- Суконцев А. А., Шатуновский И. М. Фельетоны. — М., 1962.
- Шатуновский И. М. Трудящийся тунеядец. — М., 1970.
- Шатуновский И. М. Условная голова. — М.: Советский писатель, 1970.
- Шатуновский И. М. Алтын за щекой. — М., 1972.
- Суконцев А., Шатуновский И. По старым адресам. Страницы «Правды» рассказывают. — М., 1973.
- Шатуновский И. М. Секретов не будет. Рассказы, очерки, фельетоны. — М.: Правда, 1974.
- Шатуновский И. М. Берегите скорпионов! Фельетоны, юмор, рассказы. — М.: Сов. писатель, 1981.
- Шатуновский И. М. Сундук бабушки Аграфены. Фельетоны. — М.: Правда, 1981.
- Шатуновский И. М. Нарцисс спешит на свидание. Очерки, рассказы, фельетоны. — М.: Правда, 1983.
- Шатуновский И. М. С кем не случается… Сб. — М.: Правда, 1983.
- Шатуновский И. М. Кольцо с самоцветом. Фельетоны, рассказы, очерки, воспоминания. — М.: Правда, 1987.
- Шатуновский И. М. Очень хотелось жить. — М.: Воениздат, 1990.
- Шатуновский И. М. Записки стреляного воробья. — М.: Воскресение, 2003.